# Houston Film Critics Society Awards 2017
11. ročník předávání cen organizace Houston Film Critics Society se konal dne 6. ledna 2017. Nominace byly oznámeny 12. prosince 2017.

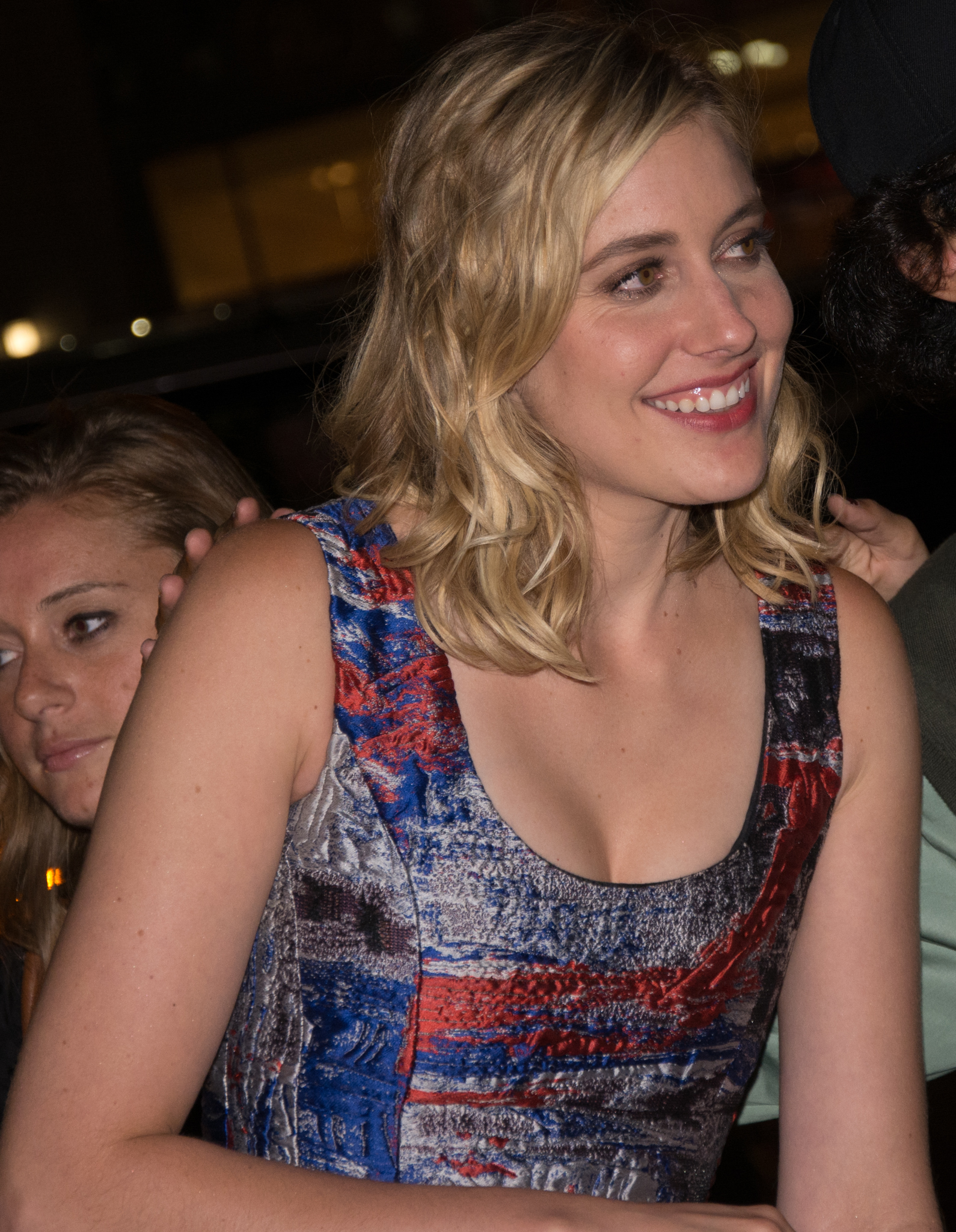
Greta Gerwig vítězka v kategorii nejlepší režie a nejlepší scénář

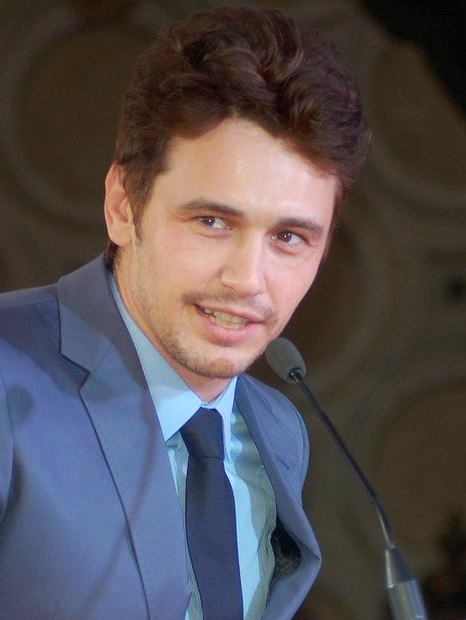
James Franco vítěz v kategorii nejlepší mužský herecký výkon v hlavní roli

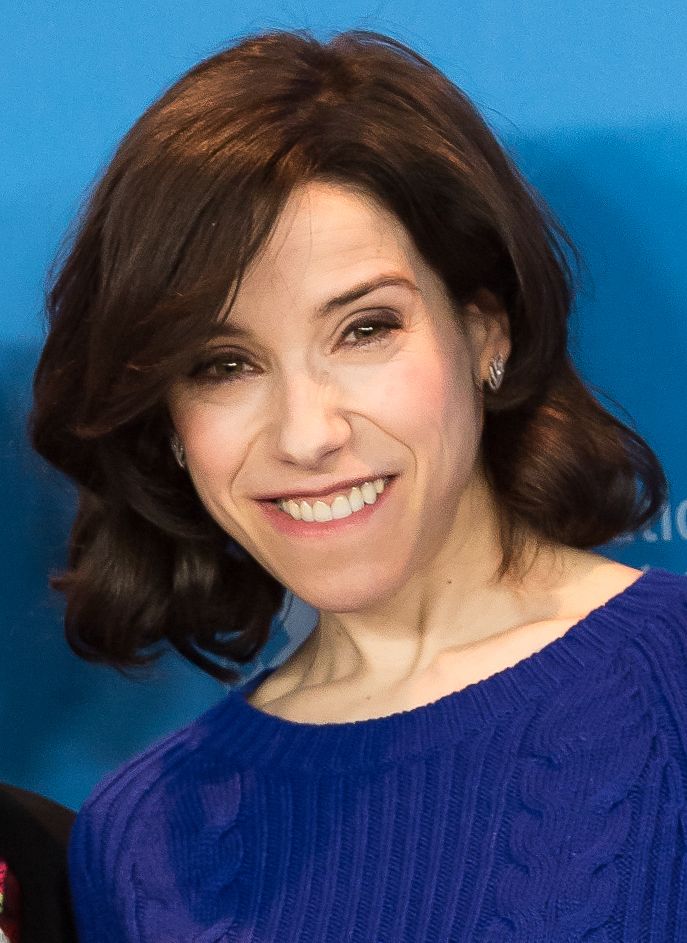
Sally Hawkins vítězka v kategorii nejlepší ženský herecký výkon v hlavní roli

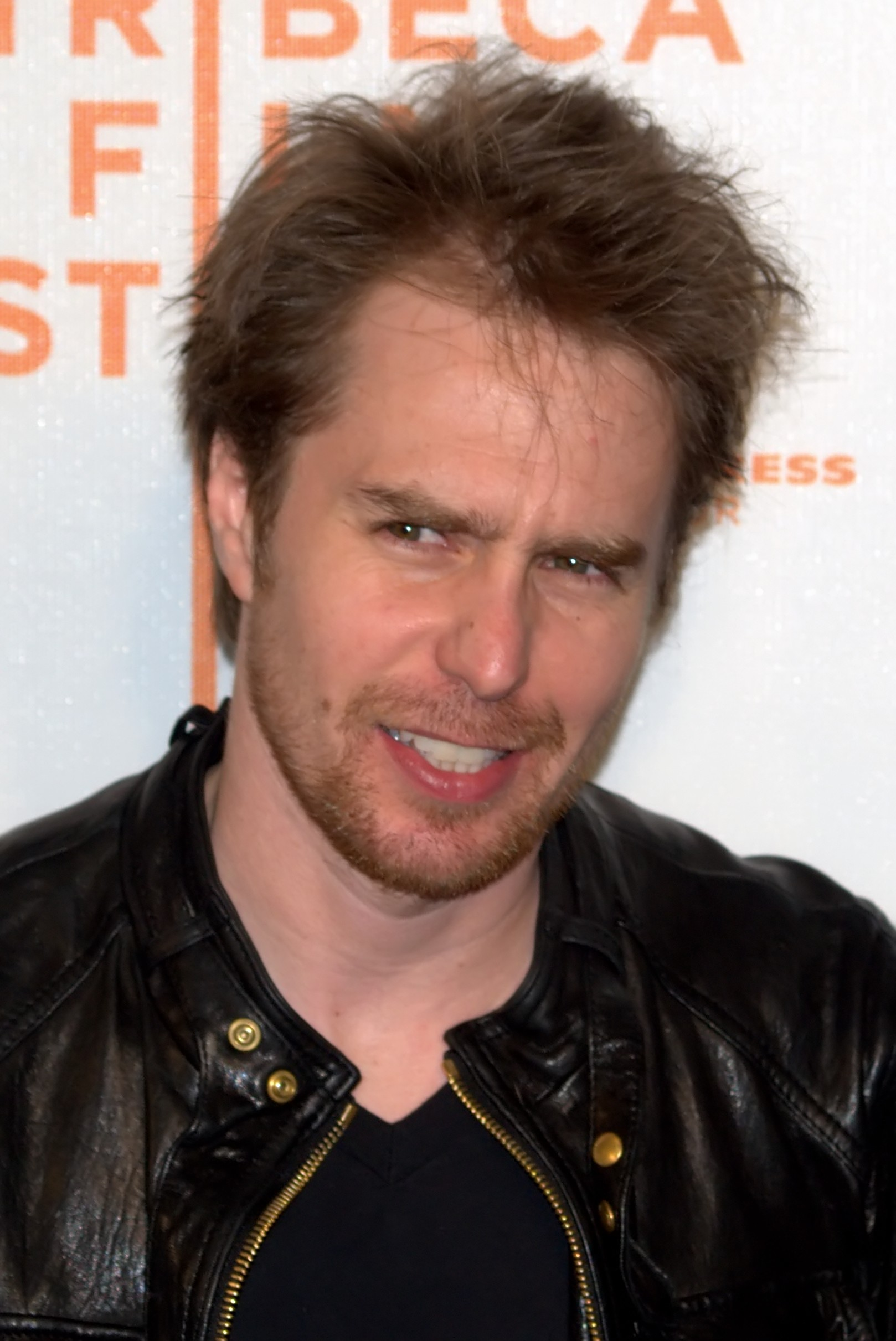
Sam Rockwell vítěz v kategorii nejlepší mužský herecký výkon ve vedlejší roli

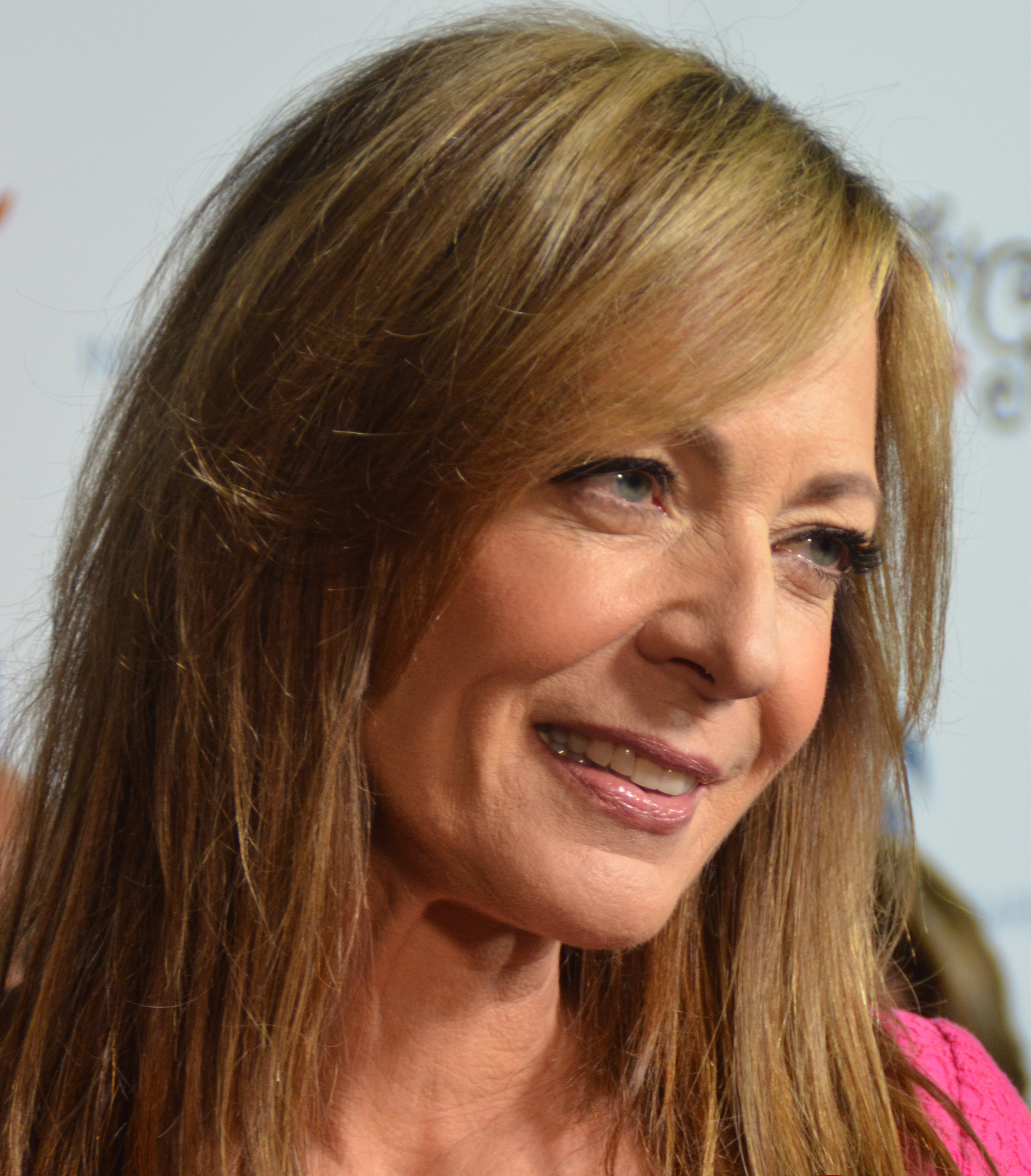
Allison Janney vítězka v kategorii nejlepší ženský herecký výkon ve vedlejší roli

## Vítězové a nominovaní
Tučně jsou označeni vítězové.

### Nejlepší film
- Lady Bird
- Pěkně blbě
- Dej mi své jméno
- Dunkerk
- The Florida Project
- Uteč
- Logan: Wolverine
- Akta Pentagon: Skrytá válka
- Tvář vody
- Tři billboardy kousek za Ebbingem

### Nejlepší režisér
- Greta Gerwig - Lady Bird
- Guillermo del Toro - Tvář vody
- Christopher Nolan - Dunkerk
- Jordan Peele - Uteč
- Steven Spielberg - Akta Pentagon: Skrytá válka

### Nejlepší scénář
- Lady Bird - Greta Gerwig
- Pěkně blbě - Emily V. Gordon a Kumail Nanjiani
- Uteč - Jordan Peele
- Akta Pentagon: Skrytá válka - Elizabeth Hanna a Josh Singer
- Tři billboardy kousek za Ebbingem - Martin McDonagh

### Nejlepší herec v hlavní roli
- James Franco - The Disaster Artist: Úžasný propadák
- Timothée Chalamet - Dej mi své jméno
- Daniel Kaluuya - Uteč
- Robert Pattinson - Dobrý časy
- Andy Serkis - Válka o planetu opic

### Nejlepší herečka v hlavní roli
- Sally Hawkins - Tvář vody
- Frances McDormandová - Tři billboardy kousek za Ebbingem
- Brooklyn Prince - The Florida Project
- Margot Robbie - Já, Tonya
- Saoirse Ronan - Lady Bird

### Nejlepší herec ve vedlejší roli
- Sam Rockwell - Tři billboardy kousek za Ebbingem
- Willem Dafoe - The Florida Project
- Richard Jenkins - Tvář vody
- Patrick Stewart - Logan: Wolverine
- Michael Stuhlbarg - Dej mi své jméno

### Nejlepší herečka ve vedlejší roli
- Allison Janney - Já, Tonya
- Holly Hunter - Pěkně blbě
- Dafne Keen - Logan: Wolverine
- Laurie Metcalf - Lady Bird
- Octavia Spencer - Tvář vody

### Nejlepší dokument
- Jane
- Faces Places
- Kedi
- Step
- The Work

### Nejlepší cizojazyčný film
- Thelma • Norsko
- 120 BPM • Francie
- Blade of the Immortal • Japonsko
- First They Killed My Father • Kambodža
- Čtverec • Švédsko

### Nejlepší animovaný film
- Coco
- Živitel
- Já, padouch 3
- LEGO Batman film
- S láskou Vincent

### Nejlepší kamera
- Blade Runner 2049 - Roger Deakins
- Dej mi své jméno - Sayombhu Mukdeeprom
- Dunkerk - Hoyte van Hoytema
- Tvář vody - Dan Laustsen
- Kolo zázraků - Vittorio Storaro

### Nejlepší skladatel
- Tvář vody - Alexandre Desplat
- Blade Runner 2049 - Benjamin Wallfisch a Hans Zimmer
- Dunkerk - Hans Zimmer
- Akta Pentagon: Skrytá válka - John Williams
- Válka o planetu opic - Michael Giacchino

### Nejlepší skladba
- "Remember Me" - Coco
- "Evermore" - Kráska a zvíře
- "I Get Overwhelmed" - Přízrak
- "Never Forget" - Vražda v Orient expresu
- "Visions of Gideon" - Dej mi své jméno

### Nejlepší technické využití
- Blade Runner 2049
- Tvář vody
- Válka o planetu opic

### Nejlepší plakát
- Tvář vody
- Baby Driver
- To
- Loganovi parťáci
- Matka!

### Texas Independent Film Award
- Přízrak
- Mr. Roosevelt
- Mustang Island
- The Secret Life of Lance Letscher
- Song to Song